# Presqu'île de la Magdalena

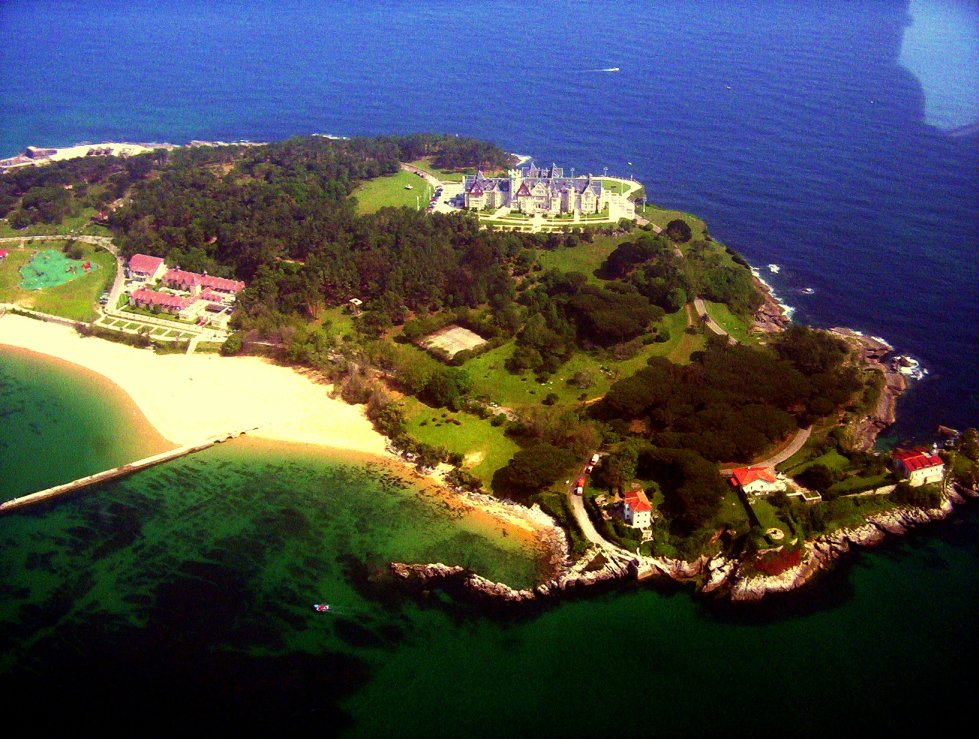
Presqu'île de la Magdalena.

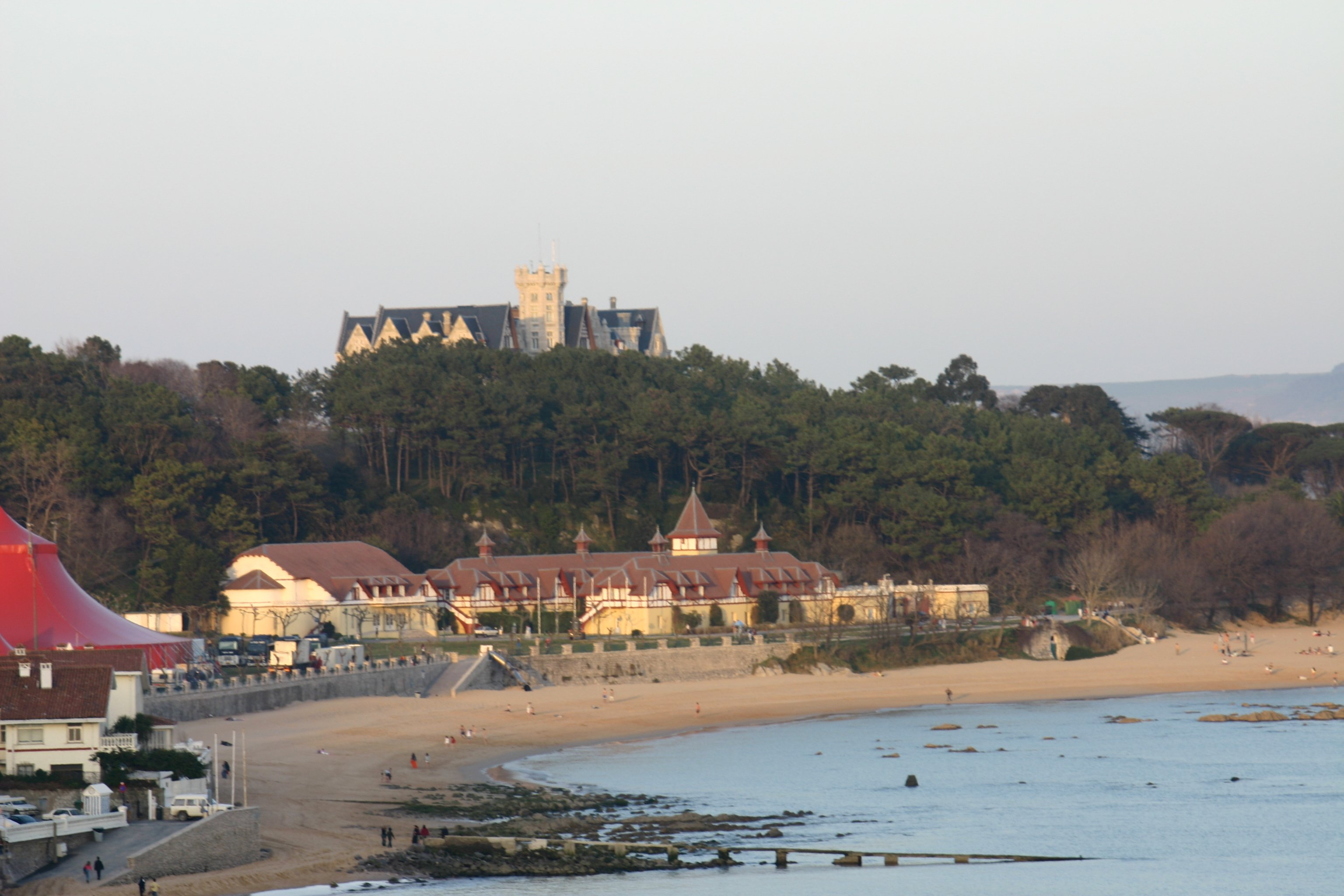
Palais royal de la Magdalena.

La presqu'île de la Magdalena (en espagnol : « Peninsula de la Magdalena ») est une presqu'île de 28 hectares située à l'entrée de la baie de Santander dans la ville de Santander, Cantabrie sur la côte nord de l'Espagne.
La presqu'île est une destination de loisirs populaire à la fois pour les touristes et pour les résidents. Le palais royal de la Magdalena, qui est localisé sur la presqu'île, est classé patrimoine historique ainsi que les jardins environnants. 
Egalement situés sur la presqu'île se trouvent un petit zoo, trois galions du marin de Cantabrie Vital Alsar Ramírez, deux plages et un phare.